# Neotanais wolffi
Neotanais wolffi är en kräftdjursart som beskrevs av Rosalia Konstantinovna Kudinova-Pasternak 1966. Neotanais wolffi ingår i släktet Neotanais och familjen Neotanaidae. Inga underarter finns listade i Catalogue of Life.